# فوقاس

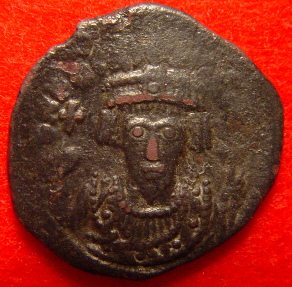
فوقاس

فُوقَاسُ أو فُوقُ ((باللاتينية: Flavius Phocas Augustus) (باليونانية: Φωκᾶς) ق. 547 - 5 أكتوبر 610) كان إمبراطورًا بيزنطيًا من 602 إلى 610. الحياة المبكّرة لفوقاس غير معروفة إلى حدّ كبير، لكنّه صعد إلى الصّدارة في عام 602، كقائد في التمرّد ضد الإمبراطور موريكيوس. استولى فوقاس على القسطنطينية وأطاح بموريكيوس في 23 تشرين الثاني (نوفمبر) 602، وأعلن نفسه الإمبراطور البيزنطي في نفس اليوم. لم يثق فوقاس بعمق بنخبة القسطنطينيّة، وبالتّالي أقام أقاربه في مناصب عسكرية عالية، وطهّر خصومه بوحشيّة. كان فوقاس قائدًا غير كفء، كل من الإدارة والجيش، وتحته الإمبراطوريّة البيزنطيّة تعرضوا للتّهديد من قبل أعداء متعدّدين، مع غارات متكرّرة في البلقان من الآڤار والسلاف، وغزو ساساني للمقاطعات الشرقيّة. تمرد إكسارخوس قرطاج، هرقل الأكبر، ضده. نجح ابن هرقل الأكبر، هرقل، في الاستيلاء على القسطنطينيّة في 5 تشرين الأول (أكتوبر) 610، وأعدم فوقاس في نفس اليوم، قبل أن يعلن نفسه الإمبراطور البيزنطي.

## حياته

### حياته المبكّرة

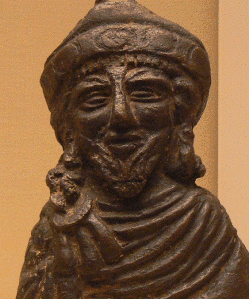
وزن قبان من القرن السّابع ميلادي موجود في المتحف البريطاني، على الأرجح يمثّل الامبراطور فوقاس.

تاريخ ميلاد فلاڤيوس فوقاس غير معروف. كانت حياة فوقاس قبل اغتصاب عرش الإمبراطوريّة البيزنطيّة غامضة، لكن من المعروف أنّه شغل منصب ضابط برتبة منخفضة في عهد الإمبراطور موريكيوس.

### اغتصاب السّلطة
في عام 602، تمرّد الجيش البيزنطي ضد الإمبراطور موريكيوس، ويرجع ذلك إلى حد كبير إلى الإرهاق والغضب من الأوامر بمواصلة حملاتهم شمال نهر الدّانوب في فصل الشّتاء وكذلك التّخفيضات السّابقة في الأجور. أعلن الجيش أن فوقاس، وكان في ذلك الوقت قائد المئة، هو الإمبراطور الجديد، ورفعه على درع (الطّريقة التّقليدية لإعلان الأباطرة) في 23 تشرين الثاني (نوفمبر) 602.
وقد توّج فوقاس الإمبراطور الجديد من قبل البطريرك في كنيسة القدّيس يوحنّا المعمدان في هبدومون. بعد عدة أيّام دخل القسطنطينية دون معارضة.
فرّ موريكيوس من المدينة مع أبنائه ثيودوسيوس وتيبريوس، لكن بعد وقت قصير تمّ أسرهم وإعدامهم. وُضعت زوجة موريكيوس وبناته في دير نيا ميتانويا وقُتلوا بعد ذلك.

### الصّراع الأجنبي
على الرّغم من إعدام الإمبراطور السّابق وخلفائه من الأسرة الحاكمة، ظلّ فوقاس في وضع محفوف بالمخاطر، مما دفعه إلى تكريس طاقته لتطهير الأعداء وتدمير المؤامرات. بسبب هذا التّركيز، والمقاومة المحلّيّة التي واجهها في جميع أنحاء الإمبراطوريّة البيزنطيّة، لم يتمكّن من مواجهة الهجمات الأجنبيّة على حدود الإمبراطوريّة. شنّ الآڤار والسلاف غارات عديدة على مقاطعات البلقان للإمبراطوريّة البيزنطيّة، وشنّت الإمبراطوريّة السّاسانيّة غزوًا للمقاطعات الشرقيّة للإمبراطوريّة.
تمكّن الآفار من الاستيلاء على جميع الأراضي في البلقان شمال تسالونيكي. تمّ ذبح أو أسر سكّان المدن المسيحيّة. نقل البيزنطيّون معظم قوّاتهم إلى الجبهة الشرقيّة بسبب التّهديد من الفرس.
كان الفرس السّاسانيّون في السّابق في سلام مع موريكيوس نتيجة المعاهدة التي أبرموها معه في عام 591. بعد اغتصاب فوقاس للسّلطة وقَتْل موريكيوس، غزا الفرس الإمبراطوريّة في عام 603. احتل السّاسانيون بسرعة المقاطعات الشرقيّة، مما أدى إلى قائد الجنود في الشرق، نارسيس، للهروب إلى جانبهم. تعامل معه فوقاس بسرعة، بدعوته إلى القسطنطينيّة تحت الوعد بالأمان، ثم حرقه حياً عند وصوله. بحلول عام 607، كان السّاسانيّون قد احتلوا بلاد ما بين النهرين وسوريا ومعظم آسيا الصغرى، حتّى مضيق البوسفور.

بحلول الوقت الذي انتهى عهده فيه عام 610، كان الفرس قد عَبَروا نهر الفرات واستولوا على زنوبيا. تصف الرّوايات المعاصرة لتلك الفترة الفرس على أنهم وحشيّون للغاية للسّكان المحتلّين. وصفت «معجزة القدّيس ديمتريوس» المذبحة:
أثار الشّيطان زوبعة الكراهية في كل الشّرق، وقيليقية، وآسيا، وفلسطين وجميع الأراضي من هناك إلى القسطنطينيّة: الفصائل، التي لم تعد تكتفي بسكب الدّماء في الأماكن العامّة، هاجمت المنازل، وذبحت النّساء، والأطفال، والمسنّين، والشّباب الذين كانوا مرضى؛ أولئك الذين أعاق شبابهم وضعفهم هروبهم من المذبحة، [شاهدوا] أصدقائهم ومعارفهم وأولياء أمورهم نهبوا، وبعد كلّ ذلك، أضرموا النّار حتّى أن أكثر السّكان البائسين لم يتمكّنوا من الفرار.

### الإدارة
كان فوقاس مسؤولًا غير كفء، ولم يتمكن من السيطرة على الدولة أو الجيش بشكل فعّال. بسبب عدم ثقته في غالبية نخبة القسطنطينيّة، الذي لم يكن له أيّ صلة بها قبل أن يصبح إمبراطورًا، مارس فوقاس المحسوبيّة، وكثيرًا ما كان يشغل مناصب عسكريّة عُليا مع أقربائه. ثبّت: شقيقه دومينتزيولوس في منصب قائد الضباط في 603؛ ابن أخيه دومينتزيولوس في منصب قائد الجنود في الشرق في عام 604، مما منحه السيطرة على المقاطعات الشرقيّة؛ وكذلك شقيقه كومنتيولوس حوالي 610. بقي الثلاثة موالين لفوقاس حتّى قَتَلهم هرقل. من بينِ الأقارب الذكور الثلاثة لفوقاس المعروفين، تمّ تعيين الثلاثة في مناصب عليَا، اثنان في مناصب عسكريّة وواحد في منصب إداري. عيّن فوقاس أيضًا بريسكوس، الذي كان صهره عن طريق زواجه من ابنة فوقاس دومنتزيا، كومس إكسبيتوروم، قائد فريق إكسبيتورز، في عام 603.

### السّياسة الايطاليّة

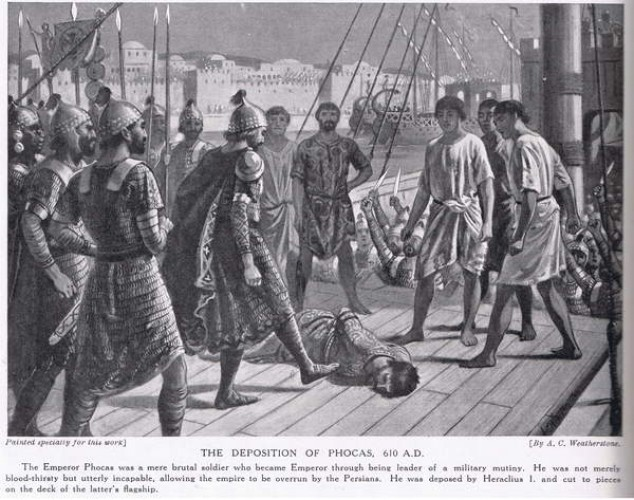
خلع فوقاس 610 م.

عندما كان فوقاس إمبراطورًا، كانت إيطاليا البيزنطيّة تتعرّض لهجوم مستمر من اللومبارديين، ولكن الحكومة البيزنطيّة أنفقت موارد قليلة لمساعدة إيطاليا بسبب مشاكل في أماكن أخرى. في كامل عهد فوقاس، كان المبنى العام الوحيد الذي بني بأموال حكوميّة في مدينة روما هو تمثال لفوقاس تم الانتهاء منه في عام 608.
عندما اغتصب فوقاس السّلطة من موريكيوس، كان غريغوري الكبير أسقف روما وأثنى على فوكاس كمرمّم للحرية. أشار غريغوري إليه باعتباره سيّدًا متديّنًا وكليمونًا، وقارن زوجته (الإمبراطورة الجديدة) ليونتيا بزوجة مارقيان، بلخريا (التي أطلق عليها مجلس خلقيدون اِسم هيلانة الجديدة). في أيّار (مايو) 603، وصلت صور للزوجين الإمبراطوريّين إلى روما وأمر البابا بوضعهما في مصلّى القديس قيصروس في القصر الإمبراطوري في بالاتينوس.
كانت هناك حاجة إلى موافقة الإمبراطوريّة في ذلك الوقت لتعيين بابا جديد، ولكن تم تأجيل الموافقة لمدة عام بعد وفاة البابا سابينيان في عام 606، حيث كان فوقاس محتلًا بقتل الأعداء الداخليّين الذين هدّدوا حُكمه. وأخيرا أعطى الموافقة في 607 وأصبح بونيفاس الثالث البابا. أعلن فوكاس روما «رأس جميع الكنائس».

### السّقوط

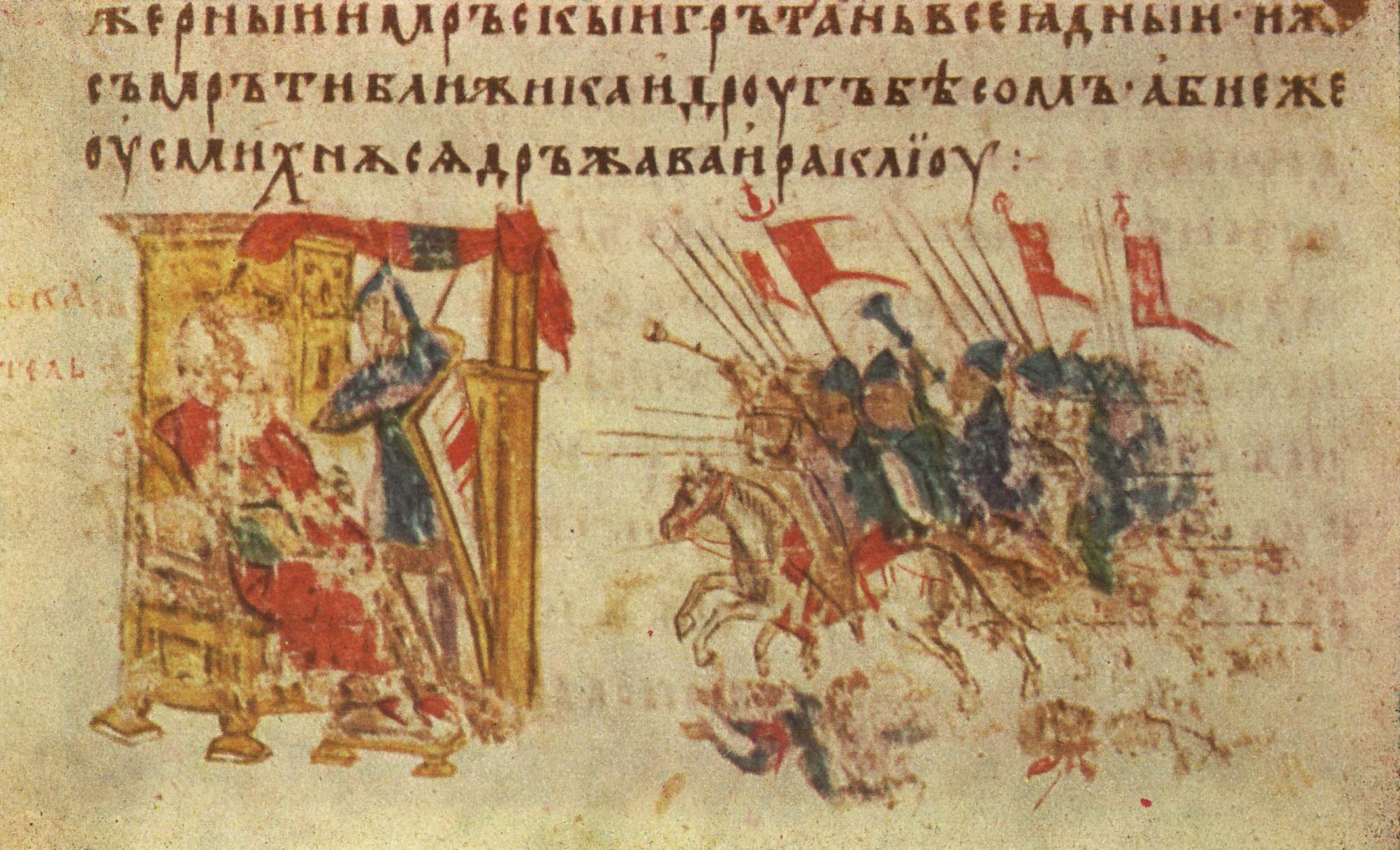
منمنة 41 من تاريخ قسطنطين ماناسيس، القرن الرابع عشر: مغتصب السلطة فوقاس والهجوم عليه من قبل جيوش هرقل.

على الرّغم من تعيينه في منصب كومس إكسبيتوروم، إلا أن بريسكوس لم يكن مخلصًا لفوقاس، وفي عام 608 ناشد هرقل الأكبر، إكسارخوس قرطاج، للتمرّد عليه. وافق هرقل الأكبر، وبدأ الاستعداد للغزو، بقطع إمدادات الحبوب عن القسطنطينيّة وتجميع جيش كبير وبحريّة. بدأ هرقل الأكبر في عام 609 غزوه، مع ابن عمه، نيكيتاس، حيث سارت القوّات برًّا إلى العاصمة، وابنه هرقل، الذي قاد غزوًا بحريًّا لتسالونيكي، قبل أن يسير إلى القسطنطينيّة. وصل هرقل خارج القسطنطينيّة في 3 (تشرين الأول) أكتوبر 610، واستولى على المدينة في 5 أكتوبر. تم إعلان هرقل إمبراطورًا في نفس اليوم، وأَعدم بسرعة فوقاس.

### قائمة المراجع
- Carr، John (2015). Fighting Emperors of Byzantium. Pen and Sword. ISBN:9781473856400.
- Crawford، Peter (2013). The War of the Three Gods: Romans, Persians and the Rise of Islam. Pen and Sword. ISBN:9781473829510.
- Kleinhenz، Christopher (2017). Routledge Revivals: Medieval Italy (2004): An Encyclopedia. Taylor & Francis. ISBN:9781351664431.
- Parnell، David Alan (2016). Justinian's Men: Careers and Relationships of Byzantine Army Officers, 518-610. Springer. ISBN:9781137562043.

## وصلات خارجية
| سبقه موريكيوس | الأباطرة البيزنطيون 602 - 610 | تبعه هرقل |